# Schothorst
Schothorst is een wijk in de Nederlandse stad Amersfoort. Het ligt tussen de wijk Liendert, het Landgoed Schothorst en de buurt De Koppel. Het ligt op het grondgebied van de voormalige gemeente Hoogland.
Schothorst is gebouwd in de jaren zeventig en tachtig en is een rustige groene wijk. Er zijn deels eengezinswoningen met tuinen gebouwd, maar ook een aantal flats, waarvan twee voor Amersfoort zeer hoog: De Waaier (14 verdiepingen) en De Vuurtoren (16 verdiepingen) langs het Valleikanaal.
Het is naar inwonertal de op twee na grootste wijk van Amersfoort (na Nieuwland en Vathorst).
Schothorst heeft een winkelcentrum, een aantal scholen, het Station Amersfoort Schothorst, een sportpark en groenvoorzieningen als het Valleikanaal dat met haar natuurlijke oevers als ecologische verbindingszone de stad Amersfoort doorsnijdt.
De wijk is genoemd naar de boerderij Schothorst op het Landgoed Schothorst. Schothorst ligt op dekzandhoogten en -laagten uit de laatste ijstijd, het Weichselien. De naam Schothorst is samengesteld uit de woorden 'schot' (een terrein dat door een houten omheining is afgesloten) en 'horst' (een zandige heuvel) en betekent dus een houten omheining op een zandige heuvel, waarschijnlijk omringd door lager gelegen natte gebieden. In 1780 werd op grond van de boerderij Schothorst het Landgoed Schothorst aangelegd, waar in het midden van de 19de eeuw het landhuis Schothorst werd gebouwd. In de 20e eeuw ging het landgoed deel uitmaken van het Stadspark Schothorst dat ook recreatieterreinen omvat. Jaarlijks in oktober is er op het landgoed Schothorst een Kabouterdag, een gezellige buitenspeeldag voor het hele gezin.

## Fotogalerij

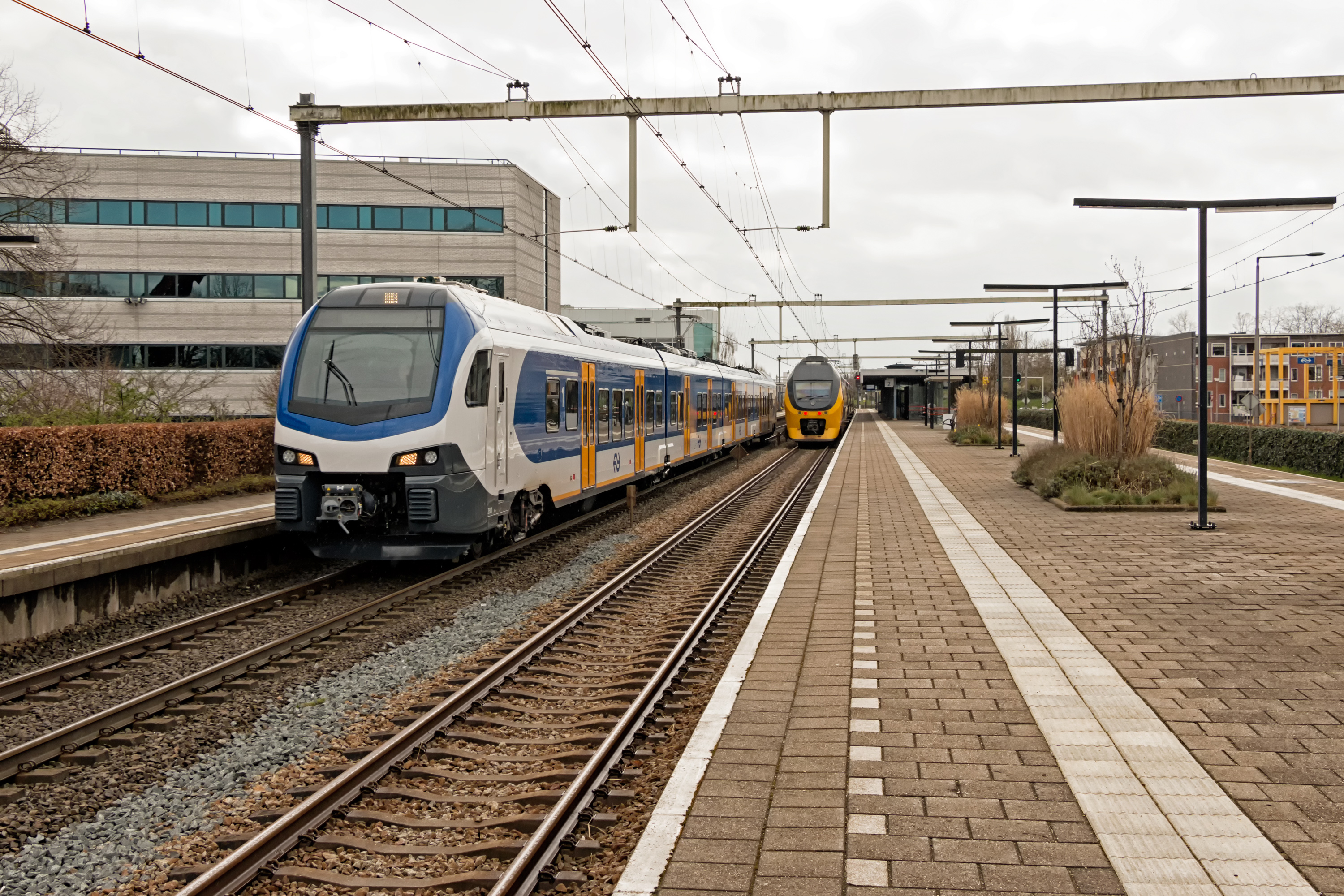
Station Amersfoort Schothorst
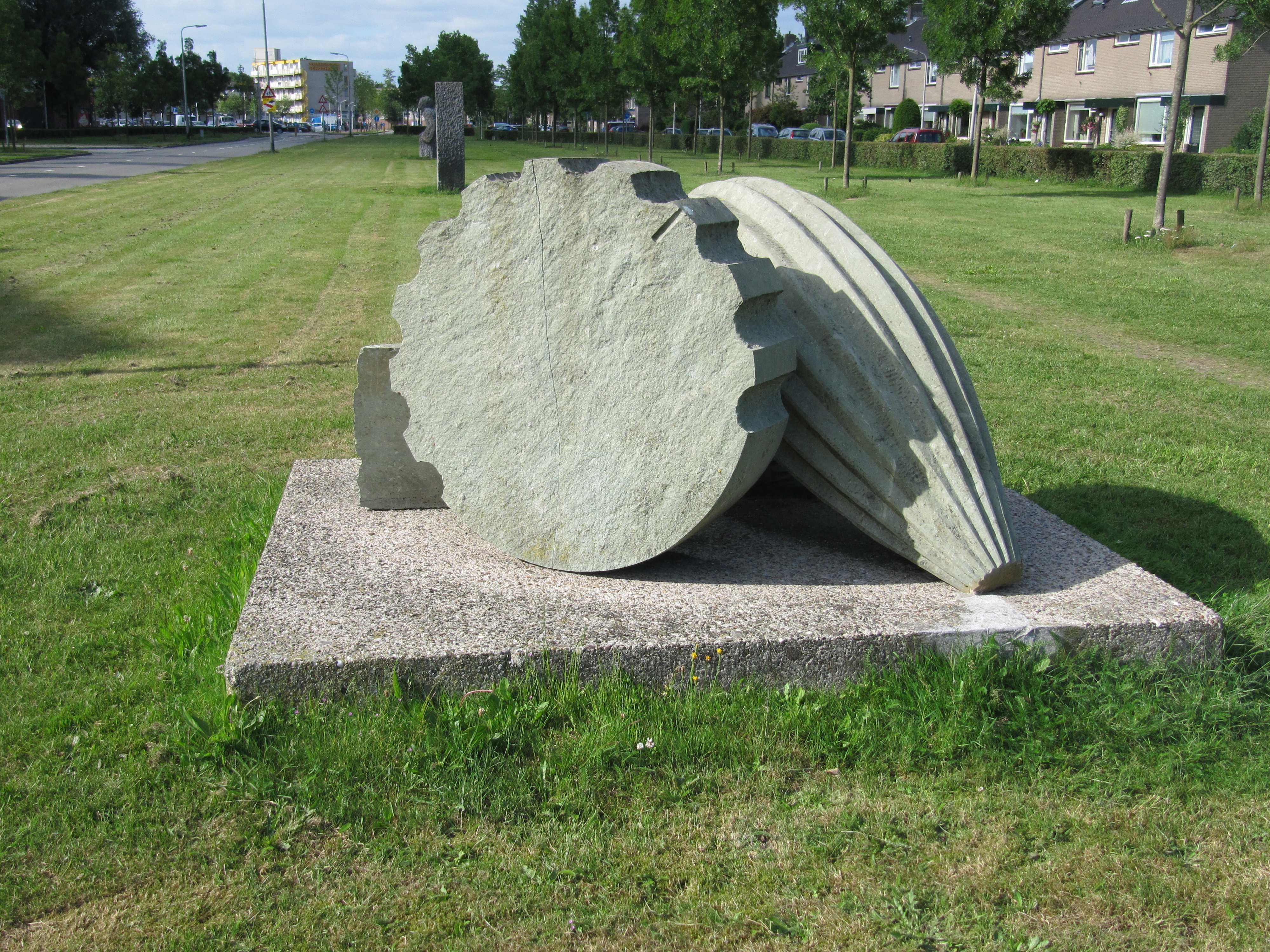
Sculpturen langs Holkerweg
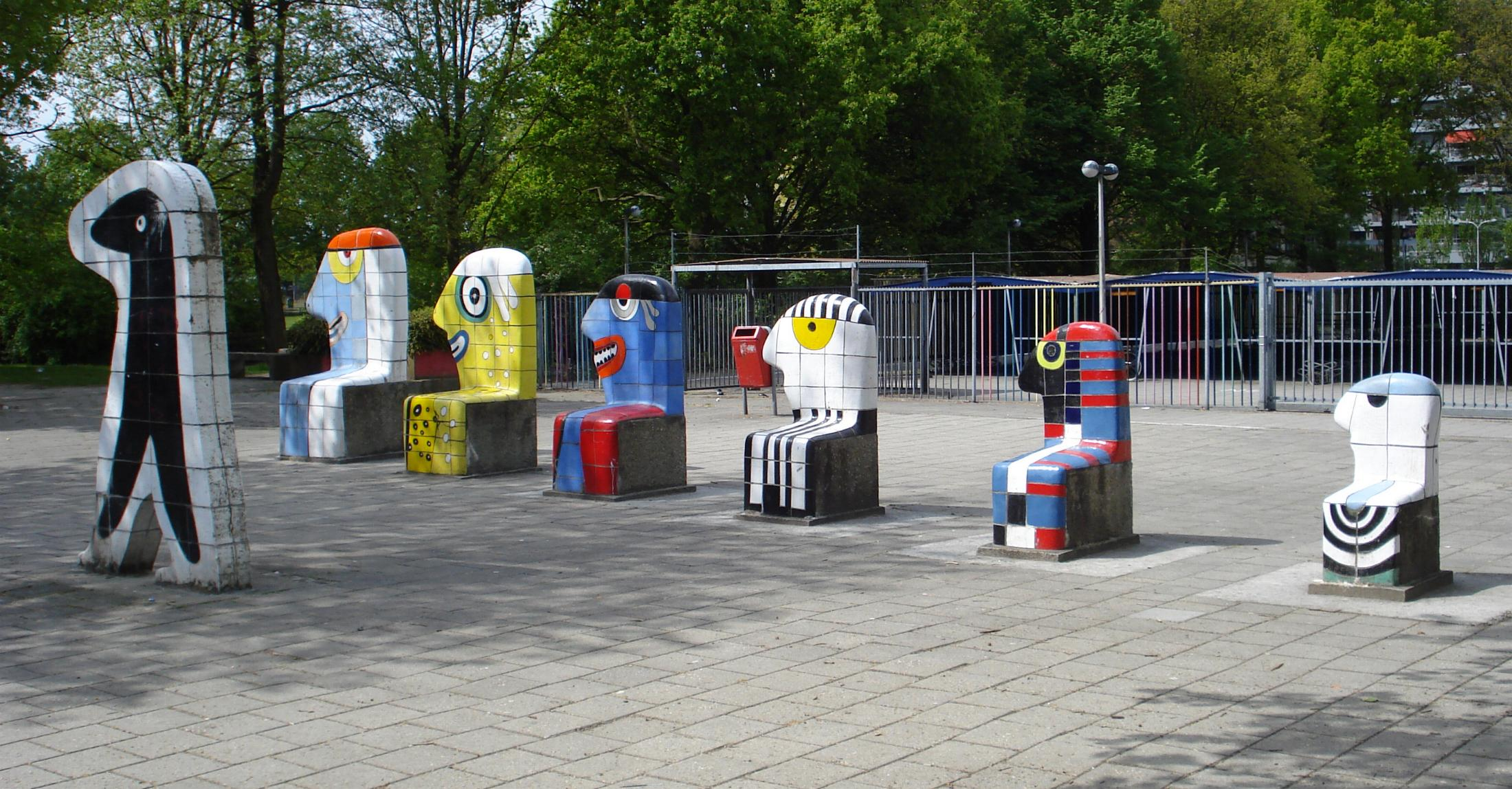
"Keramische koppen", Paladijnenweg
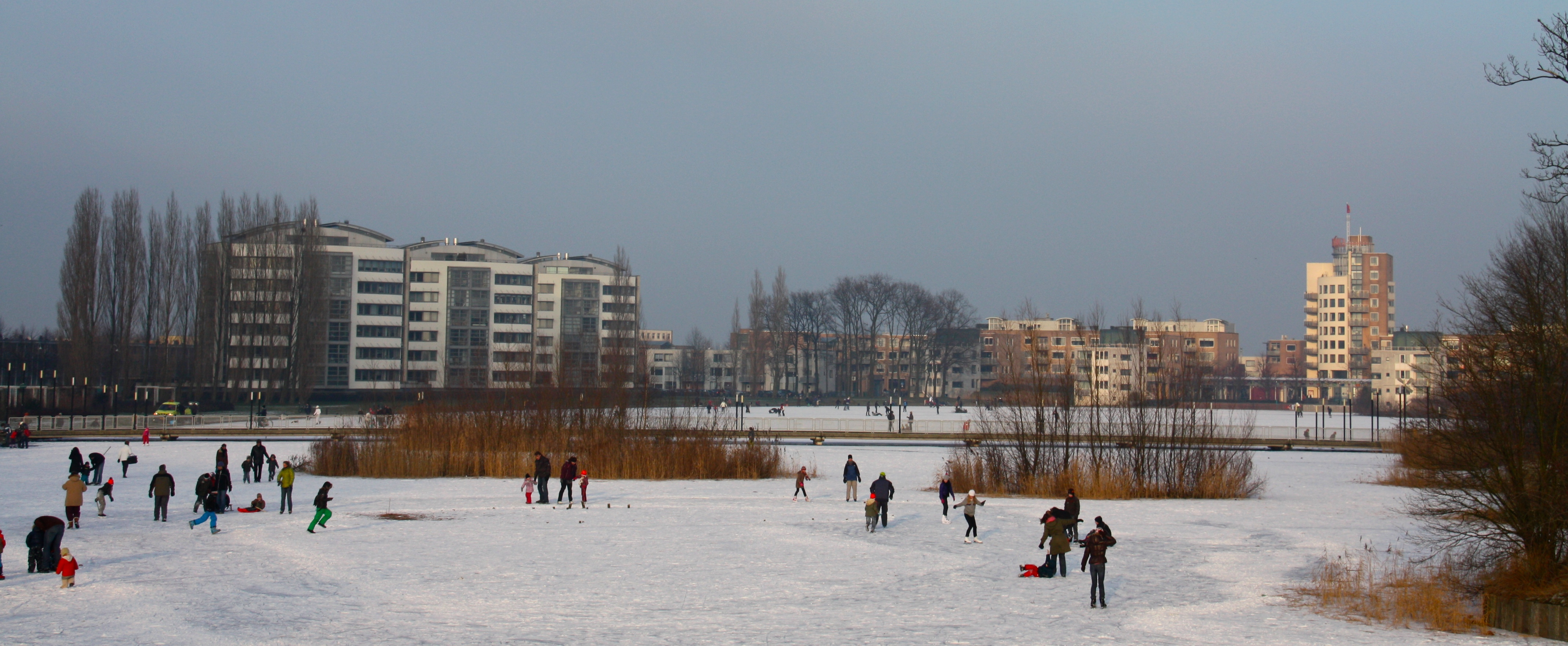
Vijver Emiclaer
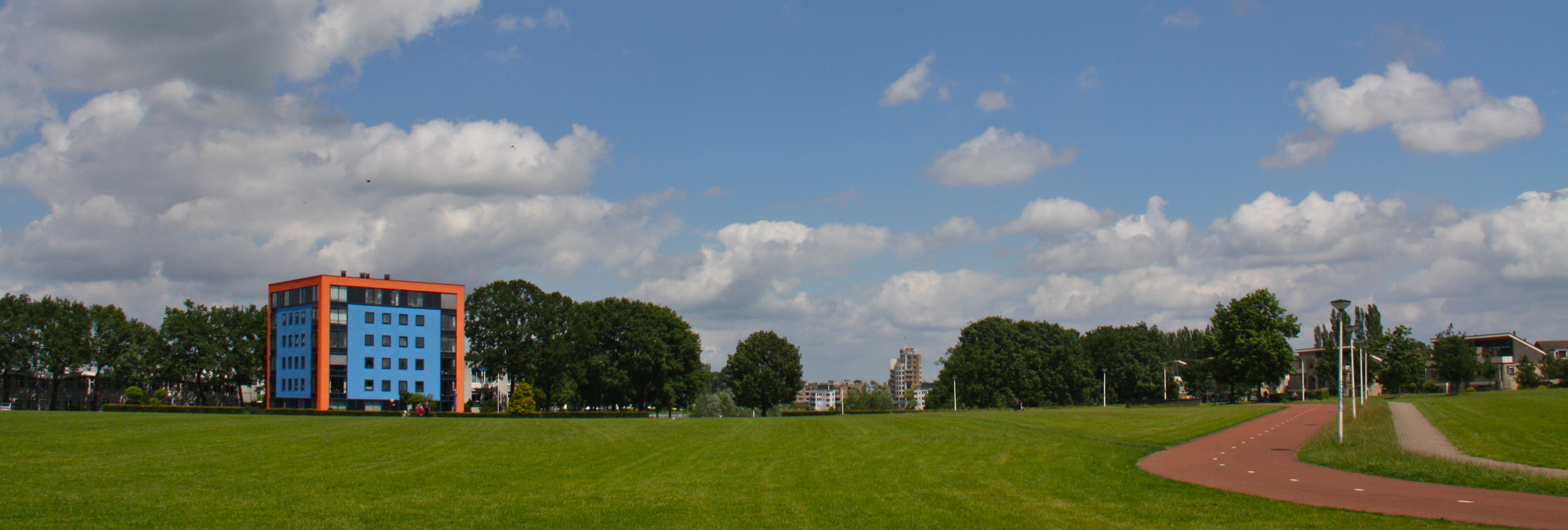
Dekzandrug in Park Schothorst
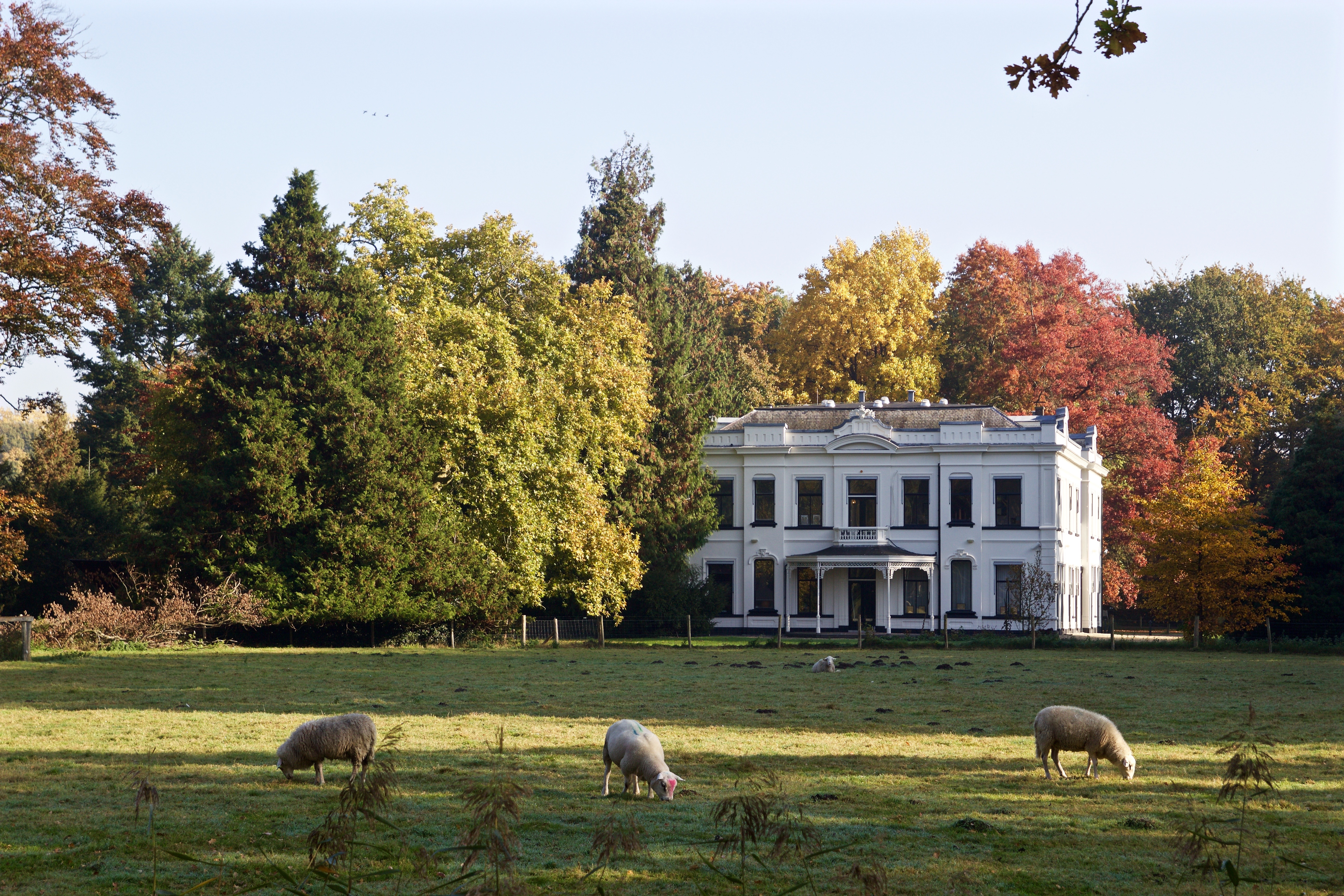
Witte villa in Park Schothorst
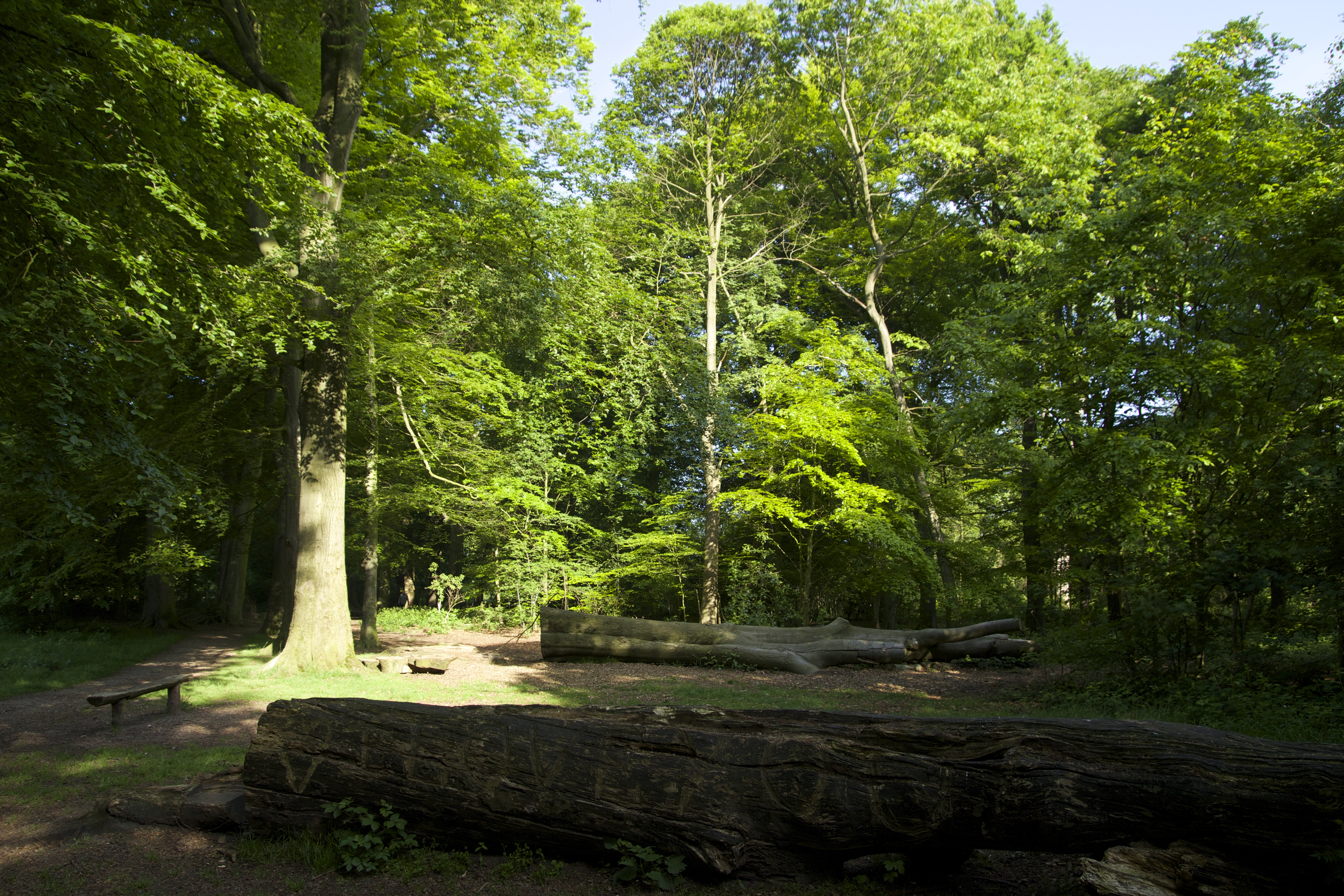
In Park Schothorst
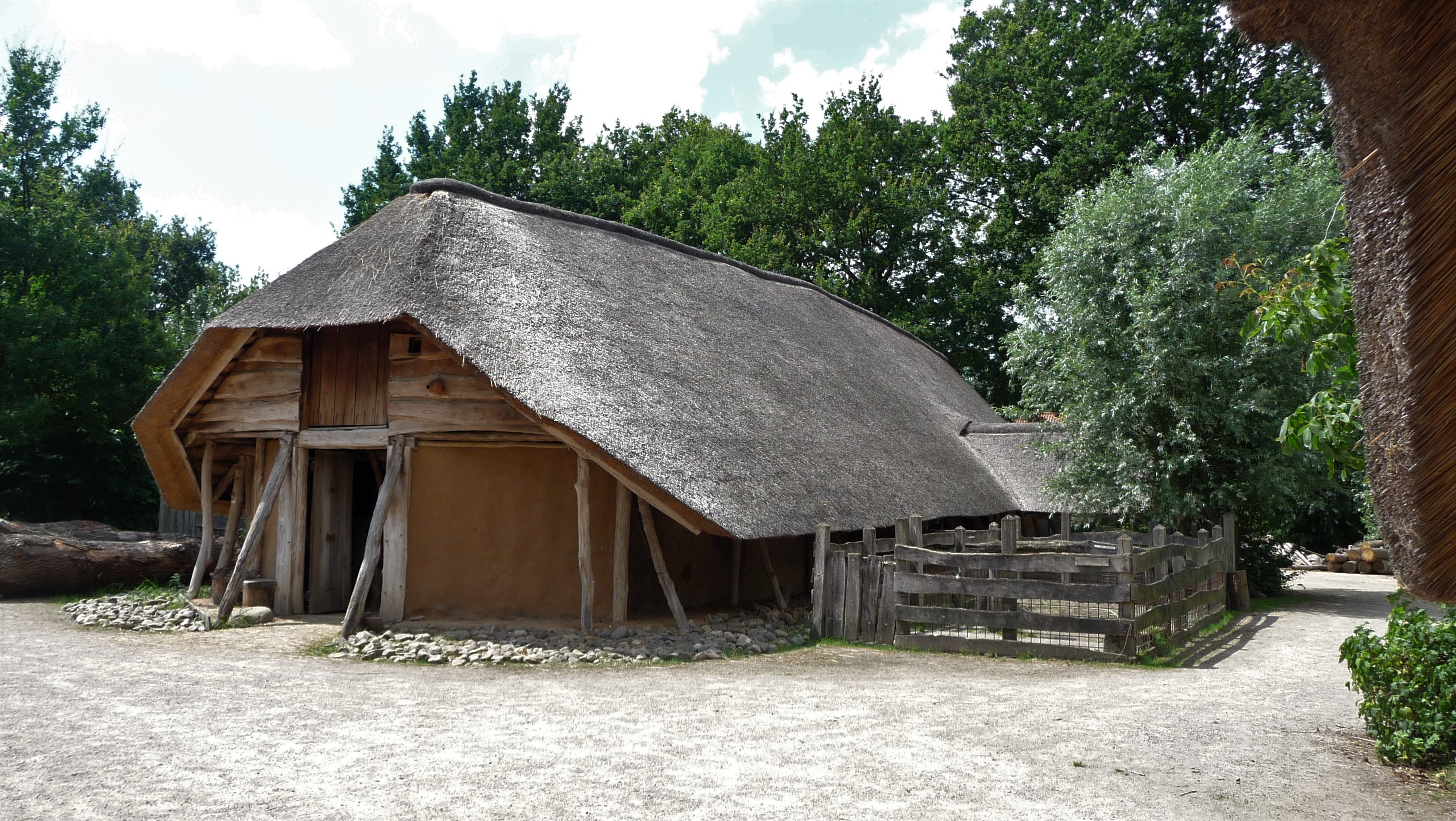
Middeleeuws Erf De Bergkamp (Park Schothorst)
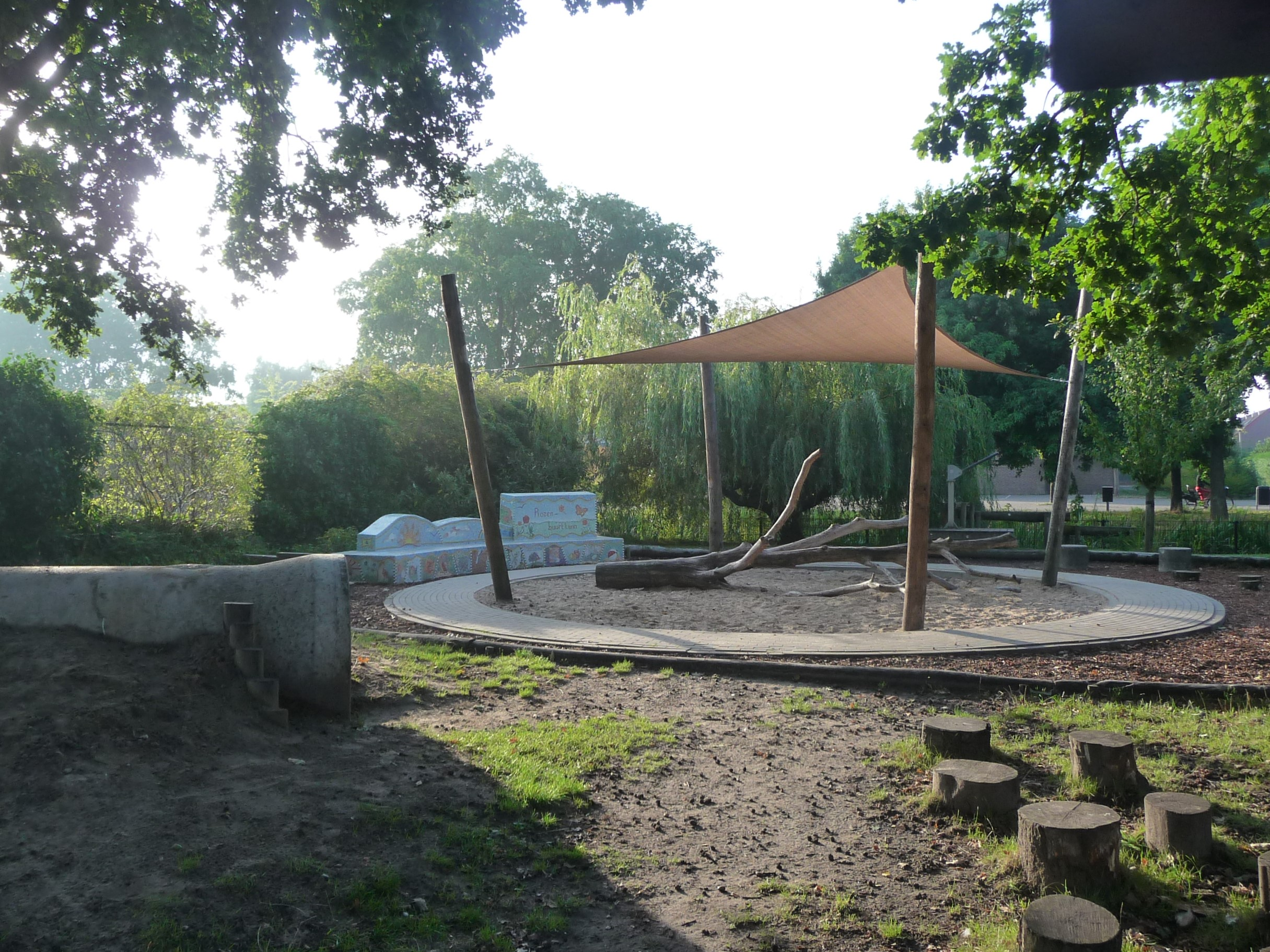
Rozenbuurttuin